# Jone Magdaleno
Jone Magdaleno Albizu (22 de julio de 1997) es una deportista española que compite en taekwondo. Ganó una medalla de oro en el Campeonato Europeo de Taekwondo de 2022, en la categoría de –62 kg.

## Palmarés internacional
| Campeonato Europeo | Campeonato Europeo       | Campeonato Europeo | Campeonato Europeo |
| Año                | Lugar                    | Medalla            | Categoría          |
| ------------------ | ------------------------ | ------------------ | ------------------ |
| 2022               | Mánchester (Reino Unido) | Medalla de oro     | –62 kg             |